# Vážany (district de Vyškov)
Pour les articles homonymes, voir Vážany.
Vážany (en allemand : Waschan) est une commune du district de Vyškov, dans la région de Moravie-du-Sud, en République tchèque. Sa population s'élevait à 465 habitants en 2020.

## Géographie
Vážany se trouve à 6 km au sud-est de Vyškov, à 33 km à l'est-nord-est de Brno et à 210 km à l'est-sud-est de Prague.
La commune est limitée par Prusy-Boškůvky au nord et au nord-est, par Orlovice à l'est, par Bohdalice-Pavlovice au sud, et par Kučerov à l'ouest.

## Histoire
La première mention écrite du village date de 1348.